# 市村善蔵
市村 善蔵（いちむら ぜんぞう、1892年（明治25年）12月23日 - 1981年（昭和56年）3月17日）は、大日本帝国陸軍軍人。最終階級は陸軍主計中将。

## 経歴
1892年（明治25年）に茨城県で生まれた。陸軍経理学校第9期主計候補生として1915年（大正4年）5月19日に卒業した。1938年（昭和13年）8月15日に陸軍主計大佐進級と同時に北支那野戦貨物廠長に着任し、1939年（昭和14年）3月に第12師団経理部長に転じた。
1940年（昭和15年）6月に陸軍被服本廠廠員に転じ、1941年（昭和16年）3月1日に第3軍経理部長に就任し、10月15日に陸軍主計少将に進級した。1943年（昭和18年）3月に陸軍被服本廠長に着任し、1945年（昭和20年）4月30日に陸軍主計中将に進級。終戦後の10月15日に予備役に編入された。
1947年（昭和22年）11月28日、公職追放仮指定を受けた。